# Eriosyce krausii
Eriosyce krausii ist eine Pflanzenart in der Gattung Eriosyce aus der Familie der Kakteengewächse (Cactaceae). Das Artepitheton krausii ehrt Peter Kraus, der die Art entdeckte.

## Beschreibung
Eriosyce krausii wächst geophytisch mit fast kugelförmigen bis abgeflachten, graugrünen bis rötlich braunen Trieben und erreicht Durchmesser von 2 bis 4 Zentimeter. Die Wurzel ist eine lange, konische Pfahlwurzel. Es sind zwölf bis 14 Rippen vorhanden, die in Höcker untergliedert sind. Die sehr dünnen, nadeligen, geraden bis leicht gebogenen, abstehenden bis ausgebreiteten Dornen sind gräulich. Der einzelne Mitteldorn, der auch fehlen kann, ist 2 Zentimeter lang. Die drei bis acht Randdornen sind 1 bis 2 Millimeter lang.
Die trichterförmigen, gelben Blüten besitzen manchmal einen rötlichen Mittelstreifen. Sie erscheinen aus jungen Areolen und weisen einen Durchmesser von 3 bis 4 Zentimeter auf. Ihr Perikarpell und die Blütenröhre sind mit langer Wolle und Borsten besetzt. Die verlängerten, dünnwandigen Früchte öffnen sich mit einer basalen Pore.

## Verbreitung und Systematik
Eriosyce krausii ist in den chilenischen Regionen Antofagasta und Atacama in küstennahen Gebieten verbreitet.
Die Erstbeschreibung als Chileorebutia krausii erfolgte 1959 durch Friedrich Ritter. Fred Kattermann stellte die Art 1994 in die Gattung Eriosyce.  Weitere nomenklatorische Synonyme sind Neochilenia krausii Backeb. (1959), Neoporteria reichei f. krausii (F.Ritter) Donald & G.D.Rowley (1966), Thelocephala kraussii (F.Ritter) F.Ritter (1980), Eriosyce odieri subsp. krausii (F.Ritter) Ferryman (2003) und Neoporteria odieri var. krausii (F.Ritter) A.E.Hoffm. (1989, nom. inval.).

## Nachweise